# Gletterens
Gletterens es una comuna suiza del cantón de Friburgo, situada en el distrito de Broye a orillas del lago de Neuchâtel. Limita al noreste con la comuna de Delley-Portalban, al sureste con Vallon, al sur con Grandcour, al suroeste con Chevroux, y al noroeste con Boudry (NE).

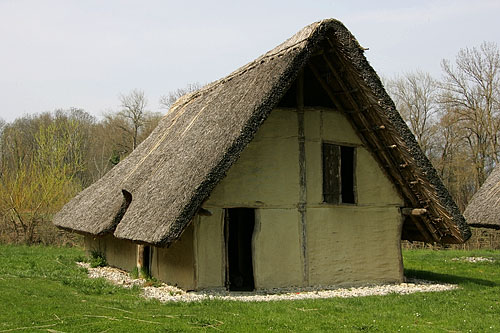
Aldea lacustre cerca del lago.